# Wayne Green
Wayne Sanger Green (* 3. September 1922 in Littleton, New Hampshire; † 13. September 2013 in Peterborough, New Hampshire) war ein amerikanischer Publizist, Verleger, Berater und Funkamateur. Sein Amateurfunkrufzeichen lautete W2NSD.

## Biographie
Green war Redakteur von CQ Amateur Radio Magazin, einer Amateurfunkzeitschrift. 1960 gründete er mit 73 Amateur Radio eine neue Amateurfunkzeitschrift. Ab 1975 erschien die PC-Zeitschrift Byte. In den nächsten Jahren bzw. Jahrzehnten begann er, weitere Zeitschriften wie 80 Micro, CD Review, Kilobaud Micro (später umbenannt in Microcomputing), RUN, InCider, Pico und Cold Fusion Journal zu verlegen. Er veröffentlichte Bücher und betrieb zeitweise eine Softwarefirma. In den frühen 1980er Jahren unterstützte er die Gründung der brasilianischen PC-Zeitschrift Micro Sistemas. 1983 verkaufte er fünf seiner Zeitschriften an CW Communications.